# Djurgården Hockey 1953/1954
Djurgården spelade i Division 1 Södra. Djurgården vann serien. 

## Tabell
-Division 1 Södra	Ma	V	O	F	Mål	P
- -1	Djurgårdens IF	1 0	9	0	1	61	-	21	18
- -2	Södertälje SK	10	7	1	2	56	-	23	15
- -3	IFK Bofors	10	5	0	5	44	-	30	10
- -4	Grums IK	10	5	0	5	38	-	49	10
- - 5	Surahammars IF	10	 3	1	6	38	-	35	7
- -6	Åkers IF	10	 0	0	10	18	-	97	0